# Dace Melbārde
Dace Melbārde, née le 3 avril 1971 à Riga, alors en Union soviétique, est une femme politique lettonne, membre du parti Unité. 
Elle est ministre de la Culture du 31 octobre 2013 au 19 juin 2019.
Depuis le 6 mars 2025, elle est ministre de l'Éducation et de la Science au sein du gouvernement d'evida Siliņa.

## Vie professionnelle
Elle est secrétaire d'État au ministère de la Culture et directrice du centre national letton de la culture.

## Engagement politique
Le 31 octobre 2013, elle est nommée ministre de la Culture sur proposition de l'Alliance nationale (NA) dont elle n'est pas membre.
En mai 2024, elle rejoint le cabinet de Baiba Braže et démissionne de son mandat de députée européenne.
Le 6 mars 2025, elle devient ministre de l'Éducation et de la Science dans le gouvernement d'evida Siliņa.